# HTC Touch Cruise

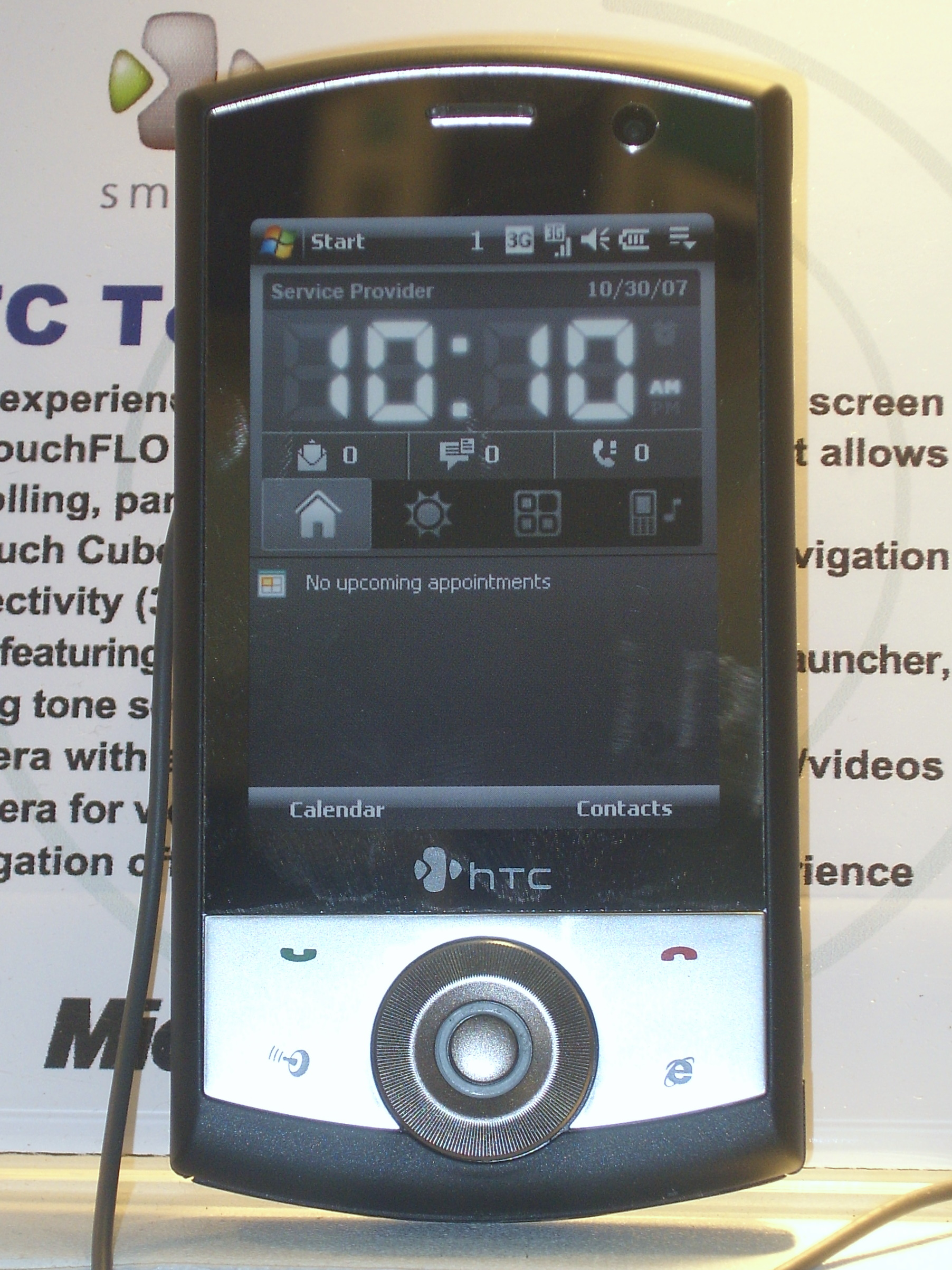
HTC Touch Cruise

Touch Cruise é um Pocket PC fabricado pela empresa HTC (High Tech Computer Corporation) de Taiwan.